# Phoroncidia sextuberculata
Phoroncidia sextuberculata är en spindelart som först beskrevs av Eugen von Keyserling 1890.  Phoroncidia sextuberculata ingår i släktet Phoroncidia och familjen klotspindlar.
Artens utbredningsområde är Queensland. Inga underarter finns listade i Catalogue of Life.